# Équipe d'Angleterre de rugby à sept
Cet article traite de l'équipe masculine. Pour l'équipe féminine, voir Équipe d'Angleterre féminine de rugby à sept.
L'équipe d'Angleterre de rugby à sept est l'équipe qui représente l'Angleterre dans les principales compétitions internationales de rugby à sept lors de la Coupe du monde de rugby à sept et des Jeux du Commonwealth, et au sein de la série mondiale jusqu'en 2022. L'équipe remporte la première Coupe du monde de rugby à sept en 1993.

## Histoire
À l'intersaison 2022, les Fédérations anglaise, écossaise et galloise décident conjointement d'aligner une équipe commune de Grande-Bretagne dès la saison 2022-2023 des séries mondiales, sur le principe des Jeux olympiques. Chacune des équipes nationales reste néanmoins indépendante dans le cadre de la Coupe du monde et des Jeux du Commonwealth.

## Palmarès

### Coupe du monde
- 1993 (Écosse): Vainqueur
- 1997 (Hong Kong): Quart de finale
- 2001 (Argentine): Quart de finale
- 2005 (Hong Kong): Troisième
- 2009 (Émirats arabes unis) : Quart de finale
- 2013 (Russie) : Finaliste
- 2018 (San Francisco, États-Unis) : Finaliste

### Série mondiale
- Tournois remportés (19) :
  - Vainqueur du Tournoi de Hong Kong (4) : 2002, 2003, 2004, 2006
  - Vainqueur du Tournoi de Londres (3) : 2003, 2004, 2009
  - Vainqueur du Tournoi d'Australie (1) : 2003
  - Vainqueur du Tournoi d'Afrique du Sud (2) : 2004, 2016
  - Vainqueur du Tournoi de Dubaï (4) : 2004, 2005, 2010, 2011
  - Vainqueur du Tournoi des États-Unis (1) : 2006
  - Vainqueur du Tournoi de Nouvelle-Zélande (2) : 2009 et 2013
  - Vainqueur du Tournoi du Japon (1) : 2015
  - Vainqueur du Tournoi du Canada (1) : 2017

### Jeux du Commonwealth
- Médaille d'argent en 2006
- Médaille de bronze en 2018

## Joueurs emblématiques
Joueurs élus meilleur joueur international de rugby à sept par World Rugby
- Simon Amor en 2004
- Ollie Phillips en 2009

Meilleur marqueur de points de l'histoire des World Series
- Ben Gollings